# 모리 타케시
모리 타케시(もりたけし, 1963년 10월 10일 ~ , 일본 도쿄도 출생)는 일본의 애니메이션 감독, 스토리보드 아티스트, 각본가이다. 와세다 대학을 졸업한 후 모리는 애니메이션 업계에서 일하기 시작했다.
1986년부터 아지아도 애니메이션 웍스(Ajia-do Animation Works)에서 중간 애니메이션 아티스트로 일하기 시작했으며 이후 주요 애니메이션 작업으로 옮겨갔다. 그곳에서 그는 NTV/스튜디오 피에로 TV 시리즈 모네루 오니상(The Burning Wild Man)의 스토리보드 아티스트이자 프로듀서로 일했다. OVA 시리즈 건버스터에 감명을 받아 가이낙스에서 일하기 시작했다. 신비한 바다의 나디아에서 스토리보드 아티스트로 일한 후 모리는 에도소년 갓텐타쿠미 시리즈를 감독했다. 그가 감독한 최근 시리즈로는 반드레드 등이 있다.
경력 전반에 걸쳐 신 네모토(根本清), 이누마쿠라(いぬまくら), 우라노 칸토쿠(浦野寛徳)를 사용했다. 전 주니치 드래건스 # 4 타자 모리 도루(森徹)의 아들이다.

## 작품
- 변덕스러운 오렌지로드
- 란마 ½
- 오타쿠의 비디오
- 오늘부터 우리는!!
- 무책임 함장 테일러
- 루나: 이터널 블루
- 건스미스 캣츠
- 바람의 검심
- 괴짜가족
- 반드레드
- 최종병기 그녀
- 교향시편 유레카 세븐
- 쾌걸 조로리
- DARKER THAN BLACK -흑의 계약자-
- 스케치북 (만화)
- 뱀부 블레이드
- 체포하겠어
- 로자리오와 뱀파이어
- 드루아가의 탑 ~the Aegis of URUK~
- 샹그리라 (소설)